# مجد مستورة
مجد مستورة، ولد في 30 أفريل 1990 بمنزل عبد الرحمان، ممثل تونسي. شارك في العديد من الأفلام. تحصل على جائزة جائزة الدب الفضي لأفضل ممثل في مهرجان برلين السينمائي الدولي عام 2016 لأدائه في فيلم نحبك هادي للمخرج التونسي محمد بن عطية.

## أعماله

### الأفلام
- بيدون 2 لالجيلاني السعدي عام 2014.[3]
- نحبك هادي لمحمد بن عطية عام 2016.

## روابط خارجية
- مجد مستورة على موقع IMDb (الإنجليزية)
- مجد مستورة على موقع قاعدة بيانات الأفلام العربية
- مجد مستورة على موقع ألو سيني (الفرنسية)
- مجد مستورة على موقع أول موفي (الإنجليزية)
- مجد مستورة على موقع كينوبويسك (الروسية)